# Triembach-au-Val

Triembach-au-Val este o comună în departamentul Bas-Rhin, Franța. În 1 ianuarie 2022 avea o populație de 430 de locuitori.